# 7e division d'infanterie coloniale
Pour les articles homonymes, voir 7e division.
La 7e division d'infanterie coloniale (7e DIC) est une division d'infanterie de l'Armée de terre française, active au début de la Seconde Guerre mondiale.

## Historique
Elle est mise sur pied après le début de la guerre à partir de réservistes (série A).
Envoyée dans le secteur fortifié de la Sarre elle est relevée par 87e division d'infanterie d'Afrique en février 1940.
Elle participe à la bataille de la Somme sur la ligne Weygand début juin 1940.

### Composition
En mai 1940, elle est constituée des unités suivantes :
- 7e régiment d'infanterie coloniale
- 33e régiment d'infanterie coloniale mixte sénégalais
- 57e régiment d'infanterie coloniale mixte sénégalais
- 32e régiment d'artillerie coloniale mixte malgache
- 232e régiment d'artillerie lourde coloniale mixte malgache
- 77e groupe de reconnaissance de division d'infanterie

## Les chefs de la7eDIC
La division est commandée par le général Noiret.